# Samuel Fogarino
Sam Fogarino (Philadelphia, 9 augustus 1968) is de drummer van de band Interpol uit New York. Hij begon met drummen toen hij dertien was. In het begin van de jaren 90 speelde hij in de band 'The Holly Terrors' uit Florida. Hij ontmoette gitarist Daniel Kessler in een kledingwinkel, waar hij vinyl verkocht. Met meer dan tien jaar ervaring als drummer voegde hij zich in 2000 bij Interpol. Daar verving hij Greg Drudy. Hij speelde zijn eerste concert voor Interpol op 20 mei 2000 in The Mercury Lounge. Sam werkt aan een aantal projecten naast Interpol, waaronder The Last Night en The Setting Suns - beide zijn relatief onbekende Amerikaanse bands.